# Каньгушанское сельское поселение
Каньгушанское се́льское поселе́ние — муниципальное образование в Ельниковском районе Мордовии Российской Федерации.
Административный центр — село Каньгуши.

## История
Статус и границы сельского поселения установлены Законом Республики Мордовия от 1 декабря 2004 года № 97-З «Об установлении границ муниципальных образований Ельниковского муниципального района, Ельниковского муниципального района и наделении их статусом сельского поселения и муниципального района».

## Население
| 2002 | 2010 | 2012 | 2013 | 2014 | 2015 | 2016 |
| ---- | ---- | ---- | ---- | ---- | ---- | ---- |
| 568  | ↘444 | ↘414 | ↘403 | ↘378 | ↘372 | ↘367 |
| 2017 | 2018 | 2019 | 2020 | 2021 |      |      |
| ↘358 | ↘345 | ↘339 | ↘331 | ↗377 |      |      |

## Состав сельского поселения
| № | Населённый пункт | Тип населённого пункта       | Население |
| - | ---------------- | ---------------------------- | --------- |
| 1 | Каньгуши         | село, административный центр | ↘348      |
| 2 | Старый Тештелим  | деревня                      | ↘85       |
| 3 | Тумалейка        | посёлок                      | ↘11       |